# Dietlind Petzold
Pour les articles homonymes, voir Petzold.
Dietlind Petzold (née en 1941 à Dortmund) est une sculptrice allemande.

## Biographie
Dietlind Petzold grandit à Worpswede et Brême. De 1960 à 1964, elle a étudié la littérature et l'éducation aux universités de Hambourg et de Marbourg. Puis elle se tourne vers la sculpture et examine des œuvres de Gustav Seitz et Bernhard Heiliger. En 1977, elle ouvre son atelier. En 1979, elle s'installe à Suvereto en Italie, où elle se consacre à la sculpture en marbre. En 2012, elle déménage en Allemagne, à Bad Gandersheim.
Dietlind Petzold se fait connaître pour son travail de marbre fin et concentré et ses grandes sculptures en acier inoxydable et en marbre.

## Source de la traduction
- (de) Cet article est partiellement ou en totalité issu de l’article de Wikipédia en allemand intitulé « Dietlind Petzold » (voir la liste des auteurs).